# Conseil des écoles fransaskoises

Drapeau fransaskois

Le Conseil des écoles fransaskoises (CÉF) est une commission scolaire (conseil ou division scolaire) dans la province canadienne de la Saskatchewan. Parmi les 27 commissions scolaires de la Saskatchewan, le CÉF est la seule division scolaire offrant une éducation complète de la prématernelle à la 12e année en français langue première. Le CÉF à également la particularité d'être en mesure d'offrir des services éducatifs de conseils scolaires publics et catholiques, en fonction des besoins exprimés. Financé par les deniers publics, le CÉF offre une instruction en français aux élèves fransaskois inscrits dans 15 écoles élémentaires et secondaires réparties aux quatre coins de la province.

## Historique
Le CÉF a vu le jour en 1995. La création du Conseil des écoles fransaskoises découle directement de l’application de l’article 23 de la Charte canadienne des droits et libertés qui confère aux francophones de la Saskatchewan le droit de gérer leurs établissements scolaires. C’est une ordonnance constitutionnelle qui a motivé l’établissement la division scolaire fransaskoise.
Le CÉF a des obligations constitutionnelles qui lui incombent en vertu des articles 23 et 24 de la Charte canadienne des droits et des libertés et de la jurisprudence afférente. Cette responsabilité se présente sous forme de la gestion scolaire francophone au nom des parents ayants droit et au bénéfice de la communauté francophone de la Saskatchewan.

## Triple mandat
Le CÉF s’est doté d’un triple mandat scolaire, culturel et communautaire pour répondre à ses obligations constitutionnelles. Son mandat premier à titre de conseil scolaire est de s’assurer que tous les élèves qui lui sont confiés puissent développer leur plein potentiel en profitant d’une éducation de qualité en français langue première. Dans le cadre de ses mandats culturel et communautaire, le Conseil offre aux élèves une panoplie d’activités francophones qui leur permettent d’affirmer leur identité et construire leur sentiment d’appartenance à la langue française et à leur culture fransaskoise. Il travaille de pair avec les organismes fransaskois et la communauté pour appuyer l’épanouissement et le maintien de la langue et de la culture de la minorité francophone en Saskatchewan.

## Popularité des écoles fransaskoises
Depuis sa création le CÉF est passé de 890 élèves à plus de 2 000 élèves en 2020. Il y a des écoles fransaskoises dans plusieurs villes et villages de la Saskatchewan.
Les écoles du CÉF sont des écoles d'excellence en français langue première, administrées par une organisation qui mise sur le service à clientèle et qui continue d'évoluer de façon à offrir des services éducatifs et des services aux élèves de qualité en mode d'amélioration continue. L'offre éducative du CÉF et les modes de livraison répondent à une multitude de besoins -- économiques, sociaux, démographiques et communautaires -- avec lesquels un système scolaire francophone évoluant en milieu majoritairement anglophone doit composer dans un contexte de mondialisation, de soif d'épanouissement culturel, de justice sociale et de développement durable.
Année après année, les diplômés des écoles du CÉF obtiennent des résultats scolaires en anglais et en français qui sont supérieurs à ceux des élèves issus des écoles anglophones en Saskatchewan  (incluant les élèves des écoles d'immersion française). Nos finissants obtiennent des diplômes portant la mention « francophone bilingue » qui sont reconnus non seulement par le Ministère de l'Éducation, mais qui ouvrent la porte à un cheminement d'études postsecondaire dans la langue de leur choix ici en Saskatchewan, au Canada et à travers le monde. Avant tout, la réussite de chaque élève doit être au rendez-vous.

## Conseil scolaire fransaskois
La gouvernance du Conseil des écoles fransaskois est assurée par le Conseil scolaire fransaskois, la table des élus composée de 10 conseillers scolaires représentant chacune des régions scolaires francophones reconnues par les autorités gouvernementales. La table des élus est responsable de l'établissement des grandes orientations du système éducatif fransaskois et chargée de veiller au respect de la vision et de la mission de l'organisation.

### Infrastructures
En mars 2019, le Conseil des écoles fransaskoises et le Gouvernement de la Saskatchewan ont conclu une entente visant la construction de trois nouvelles écoles francophones à Regina, Prince Albert et Saskatoon sur une période de 6 ans pour répondre aux besoins des familles francophones de la province.
- En janvier 2025, la nouvelle école du Parc a ouvert ses portes pour accueillir les élèves de l'élémentaire à Regina dans le nord de la ville.
- Deux sites ont été acquis à Saskatoon et Prince Albert, un gestionnaire de projet a été embauché et un appel d'offre pour les services d'un architecte a été publié en 2025 en vue de construite les deux autres nouvelles écoles prévues dans le cadre de l'entente de 2019 dans ces deux villes.

### Des écoles communautaires citoyennes
En Fransaskoisie, l'école est au cœur de la communauté. Bien que les Fransaskois se reconnaissent que leur parcours s'inscrit dans le mouvement de colonisation de l'Ouest canadien et ainsi sont les bénéficiaires des traités numérotés, ils ont établi leurs propres communautés et institutions en sachant que pour survivre comme francophones dans un océan majoritairement anglophone, ils devaient obtenir leurs propres écoles. Les communautés fransaskoises aujourd'hui continuent d'évoluer grâce à l'apport de l'immigration francophone.
Les écoles fransaskoises s'inscrivent dorénavant dans une démarche d'inclusion visant à bien accueillir les élèves francophones d'ici et d'ailleurs, et à favoriser l'épanouissement des communautés francophones en les aidant à réaliser leur plein potentiel. L'approche que privilégient les Fransaskois est la démarche de l'école communautaire citoyenne: une école qui s'arrime avec la communauté pour former des citoyens engagés dans l'épanouissement de leur communauté, en mettant à profit les ressources humaines, organisationnelles, culturelles et sociales disponibles au bénéfice de leur parcours éducatif.

### Éducation internationale CÉF
Depuis 2022, le CÉF offre un programme rodé et reconnu par les autorités canadiennes, préparant l’élève international qui aspire à des études postsecondaires au Canada en français ou en anglais. Un encadrement rigoureux dans un milieu inclusif, accueillant et sécuritaire.

### CÉFR - La radio des écoles fransaskoises
2022 a été également l'année inaugurale des activités de CÉFRadio, la radio communautaire multiplateforme du Conseil des écoles fransaskoises. Lancée pour permettre aux élèves, aux enseignants, aux parents et aux Fransaskois de se familiariser avec les métiers du journalisme et des communications, les émissions produites au sein des établissements scolaires de l’élémentaire au secondaire accordent une large place à l'expression orale, un élément charnière de leurs apprentissages. Cela contribue également à la construction identitaire et à l'engagement des élèves dans les activités qui se rattachent à leur milieu communautaire.

## Liste des écoles fransaskoises par communauté
| Localisation           | Écoles                                                            | Niveaux   |
| ---------------------- | ----------------------------------------------------------------- | --------- |
| Bellegarde             | École de Bellegarde                                               | Premat-12 |
| Gravelbourg            | École Beau Soleil                                                 | Premat-6  |
| Gravelbourg            | École Mathieu de Gravelbourg                                      | 7-12      |
| Moose Jaw              | École Ducharme                                                    | Premat-12 |
| North Battleford       | École Père Mercure                                                | Premat-12 |
| Ponteix                | École Boréale                                                     | Premat-12 |
| Prince Albert          | École Valois                                                      | Premat-12 |
| Regina                 | École du Parc                                                     | Premat-6  |
| Regina                 | École Monseigneur de Laval - Pavillon élémentaire                 | Premat-6  |
| Regina                 | École Monseigneur de Laval - Pavillon secondaire des Quatre Vents | 7-12      |
| Saskatoon              | École canadienne-française - Pavillon Monique Rousseau            | Premat-6  |
| Saskatoon              | École canadienne-française - Pavillon Gustave-Dubois              | 7-12      |
| St-Isidore-de-Bellevue | École St-Isidore                                                  | Premat-12 |
| Vonda                  | École Providence                                                  | Premat-12 |
| Zenon Parc             | École Notre-Dame-des-Vertus                                       | Premat-12 |